# Syzygium brachyanthelium
Syzygium brachyanthelium är en myrtenväxtart som beskrevs av Friedrich Ludwig Diels. Syzygium brachyanthelium ingår i släktet Syzygium och familjen myrtenväxter. Inga underarter finns listade i Catalogue of Life.